# William Lobb
A araucária-da-serra é amplamente cultivada como árvore ornamental

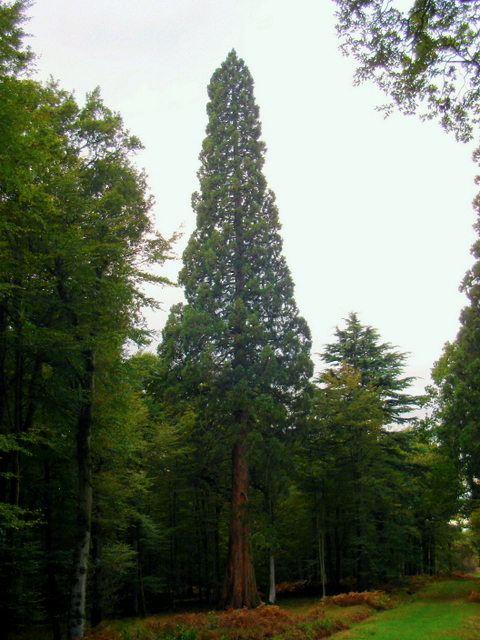
Sequoiadendron giganteum no New Forest, Hampshire, Inglaterra, uma das mais altas do Reino Unido, com 51,5 m

William Lobb (1809 – 3 de maio de 1864) foi um coletor de plantas britânico, contratado pela empresa Veitch Nurseries de Exeter, responsável pela introdução, para cultivadores comerciais do Reino Unido, de Araucaria araucana (araucária-da-serra ou monkey-puzzle tree), vinda do Chile, e da gigantesca Sequoiadendron giganteum (Wellingtonia), proveniente da América do Norte.
Ele e seu irmão, Thomas Lobb, foram os primeiros coletores enviados pela empresa Veitch, com o objetivo comercial de obter espécies novas e grandes quantidades de sementes. Suas introduções da araucária-da-serra, da Wellingtonia e de muitas outras coníferas na Europa lhe valeram o epíteto de "mensageiro da grande árvore". Além dessas espécies arbóreas, ele também introduziu na Europa vitoriana diversos arbustos de jardim e plantas de estufa, incluindo Desfontainia spinosa e Berberis darwinii, ainda hoje cultivados.

## Primeiros anos
Lobb nasceu em 1809 em Lane End, Washaway, perto de Bodmin, na Cornualha, e passou sua juventude em Egloshayle, próximo a Wadebridge. Teve quatro irmãos e duas irmãs. Dois deles, Henry e James, tornaram-se gerentes de fábricas de pólvora no sudoeste da Inglaterra. Seu pai, John Lobb, era carpinteiro da propriedade em Pencarrow, onde Sir William Molesworth havia desenvolvido um notável jardim. John nutria paixão por jardinagem e, após perder o emprego em Pencarrow, ingressou no Carclew, perto de Falmouth, propriedade de Sir Charles Lemon.
William, juntamente com seu irmão mais novo Thomas, trabalhou nas estufas de Sir Charles, que encorajou o interesse de ambos por horticultura e botânica. Em 1837, William foi contratado por Stephen Davey, de Redruth, ajudando a estabelecer ali uma horticultura eficiente. Depois, trabalhou como jardineiro para a família Williams em Scorrier House, onde desenvolveu reputação de botânico amador e colecionador de espécimes de plantas britânicas, em especial samambaias da Cornualha. Passou a desejar viajar ao exterior em busca de “vegetação” desconhecida.
Na segunda metade da década de 1830, James Veitch tinha sua plantação em Mount Radford, Exeter, e desejava ampliar a oferta de plantas (e, portanto, o lucro) enviando coletores ao exterior. Após consultar o botânico Sir William Hooker acerca do melhor destino, Veitch decidiu empregar um caçador de plantas na América do Sul. Thomas Lobb trabalhava para Veitch desde 1830 e recomendou seu irmão William. Veitch se impressionou com o conhecimento de horticultura de William, descrevendo-o (posteriormente, em Hortus Veitchii) como alguém “rápido de observação, engenhoso em seus recursos e prático em suas aplicações; dedicara bastante tempo livre ao estudo da botânica, adquirindo notável domínio no assunto”.
Veitch reservou passagens para Lobb embarcar no navio HM Packet Seagull, que partiria de Falmouth em 7 de novembro de 1840, com destino ao Rio de Janeiro. Assim, Lobb tornou-se o primeiro de uma longa linhagem de coletores de plantas enviados pelos Veitch a várias partes do mundo. Antes de zarpar, Lobb visitou o Kew Gardens, onde aprendeu a preparar amostras de herbário, secando-as em papel especial.

## América do Sul (1840–1844)

### Brasil e Argentina
Lobb levou consigo sementes do híbrido inicial de Rhododendron "Cornish Early Red" (R. arboreum x R. ponticum), presente de Veitch ao novo imperador do Brasil, Pedro II. As sementes foram plantadas nos jardins do Palácio Imperial em Petrópolis, onde ainda crescem hoje.
Após chegar ao Rio de Janeiro, em 1841, Lobb passou aquele ano explorando a Serra dos Órgãos, ao nordeste do porto, onde encontrou orquídeas, como a Cycnoches pentadactylon, além de Begonia coccinea e Passiflora actinia. Sua primeira remessa de descobertas chegou a Exeter em março de 1841, incluindo uma nova espécie de Alstroemeria, uma Oncidium (O. curtum), e uma sálvia vermelha, entre outros. Sua segunda remessa, em maio do mesmo ano, foi atrasada no Rio de Janeiro e muitos exemplares morreram durante a viagem.
Ainda em 1841, Lobb seguiu para a Argentina, onde passou o inverno nas imediações de Buenos Aires. Em janeiro de 1842, enviou cinco caixas de plantas, sementes e amostras secas. Entretanto, o navio não pôde atracar em Exeter e seguiu até Leith, na Escócia, de onde as caixas chegaram, enfim, a Exeter.
Em seguida, viajou por terra até o Chile, através de Mendoza e da Passagem de Uspallata nos Andes, evitando a perigosa rota marítima pelo Cabo Horn. Essa travessia foi extenuante, com neve de "cinco pés de profundidade, tão dura que as mulas quase não a marcavam, e o frio era intenso", causando-lhe febres diversas vezes.

### Chile

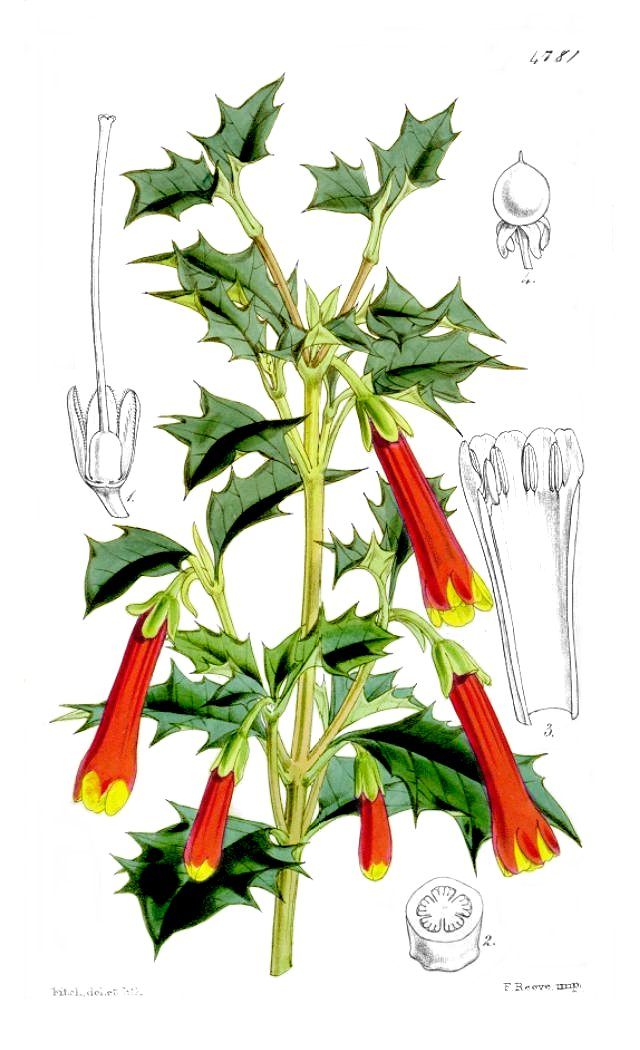
Desfontainia spinosa

James Veitch havia instruído Lobb a recolher sementes da Araucaria araucana (conhecida como monkey-puzzle tree no mundo anglófono), introduzida pela primeira vez no Reino Unido por Archibald Menzies em 1795. Em 1841, Veitch avistou no Kew Gardens um pequeno exemplar oriundo de sementes trazidas em 1826 pelo coletor James McRae, convencendo-o de que a espécie teria grande apelo como ornamental.
Depois de se recuperar de sua travessia pelos Andes, Lobb foi de navio até Concepción, no sul do Chile, e seguiu para as florestas da Região da Araucanía. A 1.600 metros de altitude, encontrou a Araucaria araucana nos cumes vulcânicos dos Andes do sul. Ele recolheu mais de 3.000 sementes disparando contra as pinhas nas árvores, enquanto seus carregadores juntavam as sementes caídas no chão. De volta a Valparaíso, enviou os sacos de sementes para a Inglaterra. A remessa chegou em segurança a Exeter, onde em 1843 a Veitch já oferecia mudas a £10 por 100 unidades.
Sem conhecimento de Veitch, Lobb também enviou sementes aos seus antigos empregadores Sir Charles Lemon, em Carclew, e John Williams, de Scorrier House, que plantaram uma grande quantidade da árvore.
Em 1842, Lobb coletou na região de Valparaíso Tropaeolum azureum (uma capuchinha roxo-azulada), Abutilon vitifolium (malva de flores azuis), e Calceolaria alba (branca, de aroma semelhante a alecrim). Também enviou Mandevilla, com destaque para M. splendens (logo muito procurada em estufas vitorianas), e a pequena Hindsia violacea, de flores azul-anil.
Ele então tomou um vapor até Talcahuano e Los Ángeles, explorando os contrafortes dos Andes ao longo do Rio Laja até o vulcão Antuco. Viajou por Santa Bárbara e as altitudes próximas à linha de neve. Exausto, a remessa posterior a Exeter não foi notável, exceto por Calandrinia umbellata, com flores magenta.
Então Lobb seguiu ao norte do Chile, onde encontrou Desfontainia spinosa, antes de avançar ao Peru e ao Equador.

### Peru, Equador e Panamá
No caminho, coletou Passiflora mollissima (agora P. tripartita var. mollissima), que se tornou popular em estufas, e Calceolaria amplexicaulis, de flores delicadas.
Na primavera de 1843, Lobb recolheu quatro caixas de plantas nos Andes peruanos, levando-as de navio a Guayaquil. Ali, eclodiu um surto de febre amarela, e Lobb se refugiou na Ilha Puná, deixando as caixas a um agente marítimo para enviá-las à Inglaterra. Após o surto, retornou e seguiu por terra até Quito, chegando ao sudoeste da Colômbia.
Mais tarde, alcançou o porto de Tumaco e zarpou para o Panamá, planejando retornar à Inglaterra com suas descobertas. Em Cidade do Panamá foi informado de que as caixas deixadas em Guayaquil não haviam chegado a Exeter, enviando, então, as coleções do Panamá (que chegaram em bom estado a Exeter). Nessa leva, havia orquídeas como Oncidium ampliatum, o trepador azul Clitoria e Centropogon coccineus, colhida às margens do Rio Chagres, além de diversas Fuchsias e Tropaeolums.
Já restabelecido, Lobb retornou a Guayaquil, onde encontrou suas caixas apodrecendo num armazém; conseguiu salvar parte das sementes, bulbos e espécimes secos que enviou a Exeter. Em maio de 1844, chegou de volta à Inglaterra. Sir William Hooker nomeou uma das plantas secas como Solanum lobbianum, com base num único exemplar no Kew. A espécie foi reencontrada no Equador na década de 1990.

### Ingredientes de pólvora[21]
Sugere-se que William Lobb, em 1844, tenha trazido ao Reino Unido (Cornualha) o conhecimento de que a pólvora poderia ser feita usando nitrato de sódio do Peru, substituindo o nitrato de potássio até então utilizado. Durante suas viagens, Lobb certamente teria encontrado e dialogado com compatriotas da Cornualha que trabalhavam em minas peruanas ou chilenas. Ele crescera próximo a duas fábricas de pólvora em Ponsanooth, e, como jardineiro profissional, conhecia o nitrato de sódio, então amplamente usado como fertilizante.
Dois anos após seu retorno, surgiram duas novas fábricas de pólvora em Devon/Cornualha (em Herodsfoot e Dartmoor), produzindo pólvora de detonação (blasting powder) adequada a minas e pedreiras. O nitrato de sódio oriundo do Peru era suficientemente puro para uso direto, dispensando as tradicionais instalações de purificação para o nitrato de potássio da Índia, com pureza de apenas 65–70%. Posteriormente, os irmãos Henry e James Lobb assumiram posições de gerência em tais fábricas. Isso sugere que William Lobb pode ter desempenhado um papel na transferência de conhecimento da “pólvora de nitrato de sódio” para a Cornualha.

## América do Sul (1845–1848)
Após alguns meses de repouso, Lobb voltou a trabalhar nas estufas de Exeter para cultivar e manter as plantas que trouxera. Em abril de 1845, já plenamente recuperado, foi novamente enviado à América do Sul para buscar árvores e arbustos rústicos ou semirrústicos nos Andes do Chile, Bolívia, Peru etc.
Nos bosques da floresta valdiviana, Lobb encontrou o embothrium-do-chile (Embothrium coccineum), a campânula-chilena (Lapageria rosea), o chaguapé (Tropaeolum speciosum) e o crinodendro-do-chile (Crinodendron hookerianum), além de três mirtáceas: Luma apiculata, Ugni molinae e Luma chequen e quatro coníferas: Pilgerodendron uviferum, Fitzroya cupressoides, Saxegothaea conspicua e Podocarpus nubigenus, além de Nothofagus antarctica. Também recolheu Berberis darwinii (descoberta por Charles Darwin em 1835) em Chiloé, que se tornaria popular nos jardins britânicos.
Em 1848, retornou à Inglaterra e se reencontrou com o irmão Thomas, igualmente coletor, que chegara poucos meses antes, vindo do Sudeste Asiático.

## América do Norte (1849–1853)
Em 1849, Veitch enviou Lobb à América do Norte para procurar coníferas e arbustos resistentes no Oregon, Nevada e Califórnia. Ao chegar a São Francisco, na época da corrida do ouro, partiu em busca de “ouro hortícola” no sul da Califórnia. Entre 1849 e o início de 1851, coletou na região de Monterey, incluindo as montanhas de Santa Lucia. Ali descobriu a rara Abies bracteata (Santa Lucia fir) e outras espécies que enviou à Inglaterra.
Em 1851, Lobb seguiu rumo ao norte, recolhendo sementes de Pinus lambertiana (pine lambertiana) e Pinus monticola (western white pine). Capturou sacos de sementes da sequoia-vermelha (Sequoia sempervirens), árvore mais alta do mundo, já introduzida na Inglaterra por Patrick Matthew em 1853. Em 1852, foi além, nos territórios explorados por David Douglas nos anos 1820, recolhendo sementes de coníferas como Abies procera (noble fir), Pseudotsuga menziesii (Douglas-fir), Abies concolor, Abies magnifica, Thuja plicata, Abies grandis (grand fir), Pinus ponderosa (ponderosa pine) e Juniperus californica. Assim, Veitch pôde cultivar milhares de mudas no Reino Unido.
Lobb também descobriu arbustos como Delphinium cardinale, Fremontodendron californicum, Ribes lobbii (groselheira "gummy gooseberry") e várias espécies de Ceanothus, incluindo duas híbridas naturais, C. × lobbianus e C. × veitchianus.

### Wellingtonia
Em 1853, quando Lobb estava em São Francisco preparando nova remessa de sementes para a Inglaterra, foi convidado a uma reunião da recém-criada California Academy of Science. Ali, ouviu do dr. Albert Kellogg (fundador da academia) e do caçador Augustus T. Dowd a história de uma "Big Tree" (grande árvore) que Dowd descobrira em 1852 no condado de Calaveras, nas Montanhas Sierra Nevada – depois chamada "Calaveras Big Trees".
Lobb partiu de imediato para o local, encontrou um exemplar recém-caído e mediu "cerca de 300 pés de comprimento e 29 pés e 2 polegadas de diâmetro a 5 pés acima do solo". Levantou anotações sobre as árvores gigantes, "cerca de 80 a 90 exemplares em um raio de 1 milha, com alturas entre 250 e 320 pés e diâmetro de 10 a 12 pés". Recolheu sementes, cones, brotos vegetativos e até duas mudas vivas, retornando ao porto e embarcando rumo à Inglaterra. Chegou a Exeter em 15 de dezembro de 1853, antecipando-se em um ano e garantindo a primazia à Veitch.
Em 24 de dezembro de 1853, o Gardeners' Chronicle publicou editorial anunciando a chegada de amostras da "grande árvore" (great tree of California) obtidas por Lobb. John Lindley a nomeou Wellingtonia gigantea, em homenagem ao falecido Duque de Wellington. Em seis meses, a Veitch vendia mudas a 2 guinéus cada ou 12 guinéus a dúzia. Embora outro coletor, John Matthew, tenha introduzido algumas sementes antes, ele só as distribuiu a poucos amigos.
Os vitorianos adotaram com entusiasmo a "Wellingtonia", tal como a "monkey-puzzle" alguns anos antes, usando-a como árvore isolada ou em aléias, a exemplo de James Bateman em Biddulph Grange. Uma das árvores ainda pode ser vista no jardim da casa de gerência da fábrica de pólvora em Herodsfoot, onde o irmão de William, Henry Lobb, residiu por anos.
O nome Wellingtonia gigantea não era válido segundo o Código Internacional de Nomenclatura Botânica; posteriormente, após vários debates, a árvore foi formalmente descrita como Sequoiadendron giganteum, em 1939, por John T. Buchholz. No Reino Unido, contudo, ela continua conhecida popularmente como "Wellingtonia".

## Fase posterior e morte
Por volta de 1854, James Veitch e seu filho James Veitch Jr. enviaram novamente os irmãos Lobb ao exterior. Thomas partiu ao Sudeste Asiático. William, entretanto, apresentava sintomas de sífilis e um comportamento instável, descrito por Veitch como "uma espécie de monomania, que ele próprio não sabe explicar, uma excitação e falta de confiança".
Mesmo assim, em fins de 1854 Lobb seguiu para a Califórnia em contrato de três anos. Não encontrou novas espécies relevantes, mas enviou sementes e plantas até 1856. Em 1857, Veitch escreveu a Hooker: "Parece que Lobb adoeceu, sua caligrafia está trêmula, creio que logo retornará".
Porém, Lobb não retornou; depois que seu contrato expirou em 1858, permaneceu na Califórnia. Continuou enviando sementes pontualmente para outros, como o viveiro Low, mas não para Veitch, gerando atritos. James Veitch reclamou, sem sucesso. Lobb cessou comunicação com família e empregador; sua última carta é de 1860.
Em 3 de maio de 1864, faleceu solitário no St Mary's Hospital em São Francisco, possivelmente de sífilis, embora o registro oficial mencionasse “paralisia”. Seu enterro ocorreu em 5 de maio, num túmulo público no cemitério de Lone Mountain. Em 1927, a lápide foi transferida para South Ridge Lawn e, em 1940, para um jazigo em Cypress Lawn Memorial Park sob cuidados da California Academy of Sciences.
Há uma placa memorial simples em Devoran, na Cornualha, onde seu irmão Thomas Lobb foi sepultado em 1894.

### Obituário
Em Hortus Veitchii, livro sobre a história da família Veitch, lê-se sobre Lobb:
"O êxito singular de suas pesquisas talvez não tenha paralelo na história das descobertas botânicas; nem mesmo as atividades de David Douglas constituem exceção."
Em Seeds of Fortune – A Gardening Dynasty (história dos Veitch), Sue Shephard conclui:
"William foi talvez um dos melhores, porém menos conhecidos, coletores responsáveis por trazer aos jardins algumas das mais notáveis árvores e belíssimas plantas já cultivadas."

## Legado
A rosa "William Lobb", do grupo das "roseiras musgosas" (moss rose), foi batizada em sua homenagem pelo obtentor francês Jean Laffay (1795–1878) em 1855. Possui flores roxo-escuras de 8–10 cm de diâmetro, muito aromáticas.
Entre as diversas outras plantas batizadas em sua homenagem estão:
- Eriogonum lobbii, espécie de Eriogonum (trigo-sarraceno selvagem), chamada Lobb's buckwheat, nativa das montanhas do norte da Califórnia, Oregon e Nevada.
- Eschscholzia lobbii, da família Papaveraceae, conhecida como frying pans, endêmica da Califórnia.
- Palicourea lobbii, família Rubiaceae, endêmica do Equador.
- Ribes lobbii, groselheira "gummy gooseberry", da Califórnia.[49]
- Salvia lobbii, da família Lamiaceae, endêmica do Equador.

William Lobb é personagem do romance At the Edge of the Orchard (Penguin Books, 2016), de Tracy Chevalier.